# Zariquieya troglodytes
Zariquieya troglodytes is een keversoort uit de familie loopkevers (Carabidae). De wetenschappelijke naam van de soort is voor het eerst geldig gepubliceerd in 1924 door Jeannel.